# Cyryl VI (koptyjski patriarcha Aleksandrii)
Cyryl VI (Kirellos VI), właściwie Azer Józef Atta (ur. 8 sierpnia 1902 w Damanhur, zm. 9 marca 1971) – egipski duchowny ortodoksyjnego Kościoła koptyjskiego, 92. patriarcha tego Kościoła w latach 1959–71.
W lipcu 1927 wstąpił do klasztoru. Śluby zakonne złożył 24 lutego 1928, przyjmując imię Mina El-Baramosy. W 1947 doprowadził do budowy kościoła pod wezwaniem św. Miny męczennika w koptyjskiej części Kairu.
10 maja 1959 został koptyjskim patriarchą Aleksandrii. 28 czerwca 1959, uznając niezależność Kościoła etiopskiego, mianował katolikosa Etiopii. W listopadzie 1959 rozpoczął budowę klasztoru św. Miny na pustyni Mariout; przeprowadził pierwszy synod Kościołów Wschodnich w Addis Abebie w styczniu 1965. W czerwcu 1968 sprowadził do Egiptu szczątki św. Marka Apostoła i uroczyście pochował je w nowej wielkiej katedrze św. Marka, przy udziale m.in. prezydenta Egiptu Nasera i cesarza Etiopii Haile Selassie I.
Jego następcą na aleksandryjskiej stolicy papieskiej Kościoła koptyjskiego został Szenuda III. Koptyjski Kościół ortodoksyjny wspomina go jako świętego 9 marca.